# Гузенбург
Гузенбург (њем. Gusenburg) општина је у њемачкој савезној држави Рајна-Палатинат. Једно је од 103 општинска средишта округа Трир-Сарбург. Према процјени из 2010. у општини је живјело 1.173 становника. Посједује регионалну шифру (AGS) 7235036.

## Географски и демографски подаци
Гузенбург се налази у савезној држави Рајна-Палатинат у округу Трир-Сарбург. Општина се налази на надморској висини од 500 метара. Површина општине износи 7,4 km². У самом мјесту је, према процјени из 2010. године, живјело 1.173 становника. Просјечна густина становништва износи 159 становника/km².